# Syntaza ATP

Schemat syntezy ATP

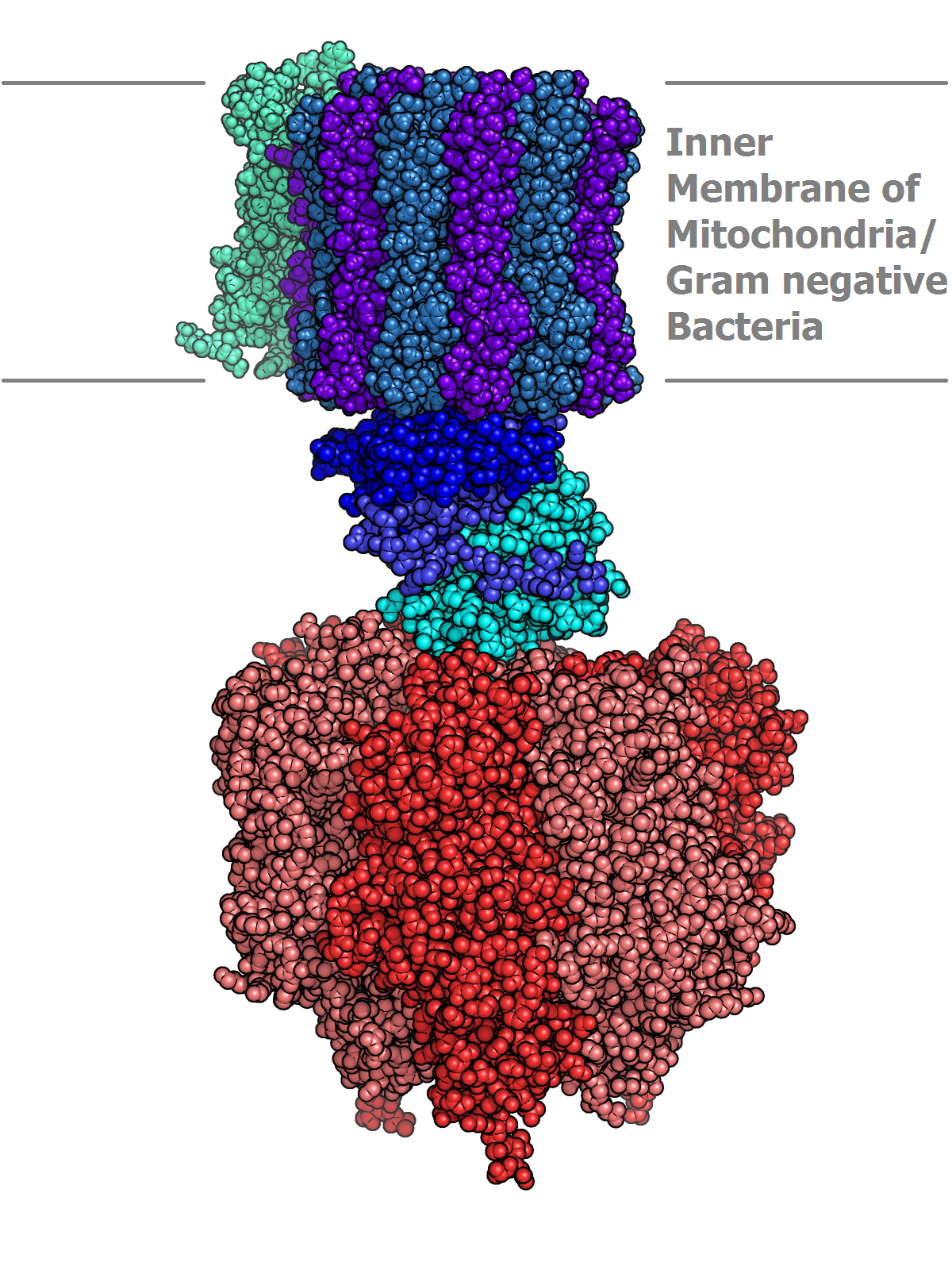
Model budowy syntazy ATP

Syntaza ATP, (EC 7.1.2.2) – enzym z grupy syntaz katalizujący reakcję wytwarzania ATP z ADP i fosforanu nieorganicznego Pi. Energia niezbędna do syntezy pochodzi z gradientu elektrochemicznego protonów - w wyniku tego gradientu następuje ruch protonów, a następnie ich energia przekształcana jest w energię wiązań chemicznych w ATP.
Reakcja syntezy ATP ma postać:
ADP + Pi + 3H+out ⇌ ATP + H2O + 3H+in
Syntaza ATP znajduje się w wewnętrznej błonie mitochondriów, w błonach tylakoidów wewnątrz chloroplastów oraz w błonach komórkowych organizmów prokariotycznych. Enzym bierze udział w kluczowych procesach uzyskiwania energii przez organizmy żywe fosforylacji oksydacyjnej będącej głównym źródłem ATP wytwarzanego podczas oddychania komórkowego oraz fosforylacji fotosyntetycznej będącej źródłem ATP powstającego w fazie jasnej fotosyntezy.
Inhibitorem syntazy ATP wykorzystywanym w badaniach biologicznych jest antybiotyk – oligomycyna.

## Rola fizjologiczna

Mechanizm syntezy ATP. ATP – kolor czerwony, ADP i ortofosforan – kolor różowy, obracająca się podjednostka γ – kolor czarny

Wewnątrz błony mitochondrialnej (u eukariontów) lub w błonie komórkowej (u bakterii) następuje utlenianie NADH do NAD+. Uwolnione elektrony uczestniczą w łańcuchu oddechowym, aby napędzić przeniesienie protonów w poprzek błony (z macierzy mitochondrialnej do przestrzeni międzybłonowej) przez składające się na ten łańcuch odpowiednie przenośniki (pompy). W chloroplastach i błonach fotosyntetyzujących organizmów prokariotycznych protony przenoszone są ze stromy do wnętrza tylakoidu dzięki energii uzyskanej poprzez pochłonięcie kwantów światła przez odpowiednie kompleksy.
ATP wytwarzane jest z ADP i Pi (reszty ortofosforanowej) w wyniku działania syntazy ATP. Rotacja jej odpowiedniego segmentu umożliwia syntezę ATP. Energia niezbędna do syntezy dostarczana jest przez gradient elektrochemiczny. W procesie tym protony samoczynnie powracają z przestrzeni międzybłonowej lub wnętrza tylakoidu odpowiednio do macierzy mitochondrialnej lub stromy chloroplastu.

## Budowa enzymu
Ze względu na miejsce występowania wyróżnia się trzy podstawowe kompleksy syntazy ATP.
Są to:
- Syntaza ATP mitochondrialna określana jako FoF1 lub MFoF1
- Syntaza ATP chloroplastowa określana jako CFoF1
- Syntaza ATP prokariotyczna

Wszystkie trzy syntazy ATP zaliczane są do grupy F-ATPaz i mają zbliżoną budowę. Każda z nich składa się z dwóch domen. Pierwsza z nich – Fo – jest białkiem wewnątrzbłonowym tworzącym kanał jonowy dla jonów H+. Druga domena jest właściwą syntazą składająca się z kilkunastu polipeptydów tworzących kulista strukturę o średnicy ok. 100 Å.

## Ewolucja
Uważa się, że ewolucja syntazy ATP zachodziła modułowo. Obie domeny wraz ze swoimi wartościowościami połączyły się zyskując nową funkcję. Domena F1 wykazuje znaczne podobieństwo do heksamerycznej helikazy DNA, a domena Fo jest podobna do kompleksów tworzących motor molekularny napędzający wici komórek.
Heksamer α3β3 tworzący domenę F1 podobnie jak helikaza DNA składa się z obracającego się pierścienia z otworem pośrodku. U obu enzymów obroty pierścienia umożliwiają pełnienie funkcji. Helikaza DNA porusza się po helisie DNA przy jednoczesnej hydrolizie nukleotydów. Domena F1 wykorzystuje zmiany konformacyjne podczas obrotu podjednostki γ do przeprowadzenia reakcji enzymatycznej.
Jony H+ przepływające przez domenę Fo w bardzo podobny sposób jak przy napędzaniu motoru molekularnego poruszającego wicią. Ich wspólną cechą jest pierścień składający się z wielu alfa-helikalnych białek, które obracają się w stosunku do innych białek zużywając jednocześnie gradient protonowy jako źródło energii. Jest to jednakże dość wątły związek, ogólna struktura motorów molekularnych jest zdecydowanie większa, zawierają 30 polipeptydów, w porównaniu do 10, 11, lub 14 znanych polipeptydów domeny Fo.
Modułowa teoria pochodzenia syntazy ATP sugeruje, że dwie domeny o niezależnych funkcjach, helikaza DNA posiadająca właściwości ATPazy i motor molekularny napędzany siłą protonomotoryczną, mogły się połączyć i doprowadzić do odwrócenia właściwości ATPazy powstałej z helikazy DNA. Dalszy rozwój prowadziłby do powstania kompleksu syntazy ATP znanej dzisiaj. Alternatywnie kompleks helikazy DNA i motoru molekularnego mógł wykazywać początkowo aktywność ATPazy, która przenosiła jony H+ zużywając ATP. Dalsza ewolucja kompleksu mogłaby doprowadzić do odwrócenia przeprowadzanej reakcji i powstania funkcji spełnianej przez syntazę ATP.